# ディエンバン
ディエンバン（ベトナム語：Thị xã Điện Bàn / 市社奠磐）はベトナムのクアンナム省にある町である。人口は2015年時点で235,013人、面積は214.28km2である。

## 行政区画
7坊13社から構成される。
- ディエンアン坊（Điện An / 奠安）
- ディンズオン坊（Điện Dương / 奠陽）
- ディエンナムバク坊（Điện Nam Bắc / 奠南北）
- ディエンナムドン坊（Điện Nam Đông / 奠南東）
- ディエンナムチュン坊（Điện Nam Trung / 奠南中）
- ディエンゴク坊（Điện Ngọc / 奠玉）
- ヴィンディエン坊（Vĩnh Điện / 永奠）
- ディエンホア社（Điện Hòa / 奠和）
- ディエンホン社（Điện Hồng / 奠鴻）
- ディエンミン社（Điện Minh / 奠明）
- ディエンフォン社（Điện Phong / 奠豊）
- ディエンフオック社（Điện Phước / 奠福）
- ディエンフオン社（Điện Phương / 奠芳）
- ディエンクアン社（Điện Quang / 奠光）
- ディエンタンバク社（Điện Thắng Bắc / 奠勝北）
- ディエンタンナム社（Điện Thắng Nam / 奠勝南）
- ディエンタンチュン社（Điện Thắng Trung / 奠勝中）
- ディエントー社（Điện Thọ / 奠寿）
- ディエンティエン社（Điện Tiến / 奠進）
- ディエンフオック社（Điện Trung / 奠中）